# Historia o Meluzynie
Historia o Meluzynie – polskie tłumaczenie romansu o Meluzynie autorstwa Marcina Siennika wydane w 1569.
Utwór został przełożony z języka niemieckiego. Kolejne wydania (Kraków 1671, Kraków 1763, Kraków 1768, Lwów 1769, brak miejsca wydania 1787) nosiły tytuł Historyja o szlachetnej i pięknej meluzynie. Teraz nowo z niemieckiego języka na polski przełożona.